# Irtamène
Irtamène est une tragédie de l'auteur dramatique français Victor Hugo écrite entre le 17 juillet 1816 et le 14 décembre de la même année alors qu'il avait 14 ans,.

## Personnages
- Zobéir, roi d’Égypte, fils de celui qui fut détrôné par Cambyse.
- Actor, esclave de Cambyse, gouverneur d’Égypte
- Irtamène, ancien capitaine des gardes, conspirant le rétablissement de Zobéir sur le trône
- Phorcys, confident d'Irtamène
- Phalérie, épouse d'Irtamène
- Cirma, confidente de Phalérie
- Jeltas Mégabise, confident d'Actor
- Un geôlier
- Gardes, hérauts d'armes
- Peuple, mages, satrapes[4]

## Résumé
La scène est à Memphis.

### Acte I
Irtamène conspire contre Actor pour rétablir Zobéir, le roi légitime. Sa fiancée, Phalérie lui jure de lui rester fidèle jusqu'à la mort. Actor révèle ensuite à son confident, Mégabise, qu'il se méfie de Irtamène et aime Phalérie. La révolte menée par Irtamène se déclenche à la fin de l'acte.

### Acte 2
La révolte a échoué, car la présence seule de Actor sur le champ de bataille a fait reculer les rebelles de Memphis. Actor arrête donc Irtamène et le menace de mort s'il ne lui cède pas Phalérie. Irtamène accepte son châtiment avec courage. Mais quand Actor lui ment en lui disant qu'il tuera Zéobir qu'il aurait arrêté s'il ne lui cède sa femme, Irtamène demande une journée de réflexion.

### Acte 3
Alors que Phalérie projetait de se suicider, Actor entre et lui révèle son amour. Il lui laisse le choix entre l'épouser et laisser Irtamène mourir. Phalérie lui demande de pouvoir discuter avec Irtamène pour faire son choix. Actor accepte cette proposition. Phalérie révèle à Irtamène que Zobéor est libre, et tous deux décident de périr ensemble. Actor, qui, caché, les avait écouté, rentre furieux et renvoie Irtamène dans se geôle. Il confie ensuite à Mégabise qu'il va tuer Irtamène.

### Acte 4
Dans sa geôle, Irtamène reçoit la visite de Zobéir qui est entré par un passage secret. Celui-ci veut remplacer Irtamène dans son trépas, mais ce dernier s'y oppose dignement. Zobéir fait alors venir Phalérie pour qu'Irtamène fléchisse, mais celui-ci reste décidé à mourir. Mégabise entre alors et sort précipitamment chercher Actor, voyant Zobéir. Pendant son absence, Zobéir et Phalérie sortent par le passage secret et, quand Actor arrive, il ne trouve qu'Irtamène.

### Acte 5
Actor annonce officiellement la mort d'Irtamène qui l'accepte avec courage. Phalérie entre alors pour faire fléchir Actor, mais celui-ci ne change pas d'avis et sort pour l’exécution. Phalérie projette alors de se suicider, mais Cirma l'en empêche. Dans un deuxième accès de rage, elle tente à nouveau, mais Phorcys entre et l'arrête. Il lui révèle alors que Zobéir, voyant que l'execution allait commencer, s'est livré aux mains d'Actor. Le peuple, voyant son roi proche de mourir s'est rebellé et a renversé Actor. Celui-ci est mort avec Mégabise dans le combat et Zobéir a récupéré le trône. Irtamène entre suivi de de Zobéir qui lui annonce qu'il le secondera dans son pouvoir.